# Little Isles of Freedom
Little Isles of Freedom ist ein US-amerikanischer Dokumentarfilm von 1943 von Victor Stoloff. 

## Inhalt
Da die Inselgruppe Saint-Pierre und Miquelon zum französischen Überseegebiet gehört, unterstand sie innerhalb der Zeit des Zweiten Weltkriegs de facto dem dort seit Juni 1940 herrschenden Vichy-Regime. Ein diplomatisches Problem ergab sich daraus, dass Truppen de Gaulles im Dezember 1941 Saint-Pierre und Miquelon besetzten. Das State Department hatte die Befürchtung, dass dadurch ein Präzedenzfall geschaffen werde, und forderte den Abzug der Truppen. De Gaulle verweigerte das jedoch. Letztendlich einigte man sich darauf, de Gaulles Aktion nichts entgegenzusetzen, da die Inseln ja nach wie vor unter französischer Kontrolle waren. Am 25. Dezember 1941 endete somit die Herrschaft des Vichy-Regimes über Saint-Pierre und Miquelon. Anderentags verhafteten gaullistische Soldaten unter Führung des Admirals Émile Muselier den Gouverneur de Bournat, woraufhin die Regierung in Vichy protestierte. Die Regierung Kanadas befürchtete, die deutsche Regierung könne eine Invasion planen. Zahlreiche Inselbewohner engagierten sich für das freie Frankreich und dessen Streitkräfte. 
Victor Stoloff begab sich 1942 auf die kleine Inselgruppe, um die Befreiung des bis zum 25. Dezember 1941 unter der Herrschaft des Vichy-Regime stehenden kleinen Territoriums nachzustellen. Das Unterfangen war eine Herausforderung für Stoloff und sein Team, da der Bereich um den Archipel mit Treibminen gespickt war. 
Der Film war mit Einheimischen besetzt, die sich selbst spielten. Zum Vichy-Regime gewechselte Überläufer und deren Familien wurden verfolgt und waren Repressalien ausgesetzt. Die örtliche Polizei war verpflichtet, der Regierung des herrschen Systems zu dienen. Rassistische Gesetze waren auszuführen, ebenso wie teils drakonische Strafen. Um Radio London zu hören, musste man sehr vorsichtig sein und konnte dies nur im Geheimen tun. Stoloff thematisiert in seinem Film auch Missbräuche, zu denen es in der besetzten Stadt kam. Auch bei den Kindern auf der Insel hinterlassen die politischen Entscheidungen des Vichy-Regimes Spuren. Gezeigt wird auch, wie die Inselgruppe am 24. Dezember 1941 unter Führung von Admiral Muselier erobert wird. In der Folge wird der Gouverneur gestürzt, die Gendarmerie sowie die Radiosender entmachtet; das Vichy-Regime ist Geschichte. Gouverneur Alain Savary kündigt ein Referendum und eine Abstimmung an. Der Bürgermeister von Saint-Pierre und die Einwohner singen die Marseillaise.

## Produktion und Hintergrund
Gefilmt wurde in Saint-Pierre und Miquelon, einem französischen Überseegebiet östlich der kanadischen Küste, etwa 25 Kilometer südlich von Neufundland. Die kleine Inselgruppe stellt das letzte Überbleibsel der französischen Kolonie Neufrankreich dar. Produziert wurde der Film von Warner Bros. als The Vitaphone Corporation. Fertiggestellt wurde der Film im Januar 1943.
Der Verleih des Films fand 1943 durch Warner Bros. statt und 1956 durch die Associated Artists Production. 
Little Isles of Freedom wurde in den USA am 30. Januar 1943 veröffentlicht. Sein Serientitel war: Broadway Brevities (1942–1943 season) #7: Little Isles of Freedom. 
Der Film ist Teil der Sammlungen des Museum of Modern Art in New York.

## Auszeichnung
- Oscarverleihung 1943: Nominiert Victor Stoloff und Edgar Loew als Produzenten für einen Oscar in der Kategorie „Bester Dokumentarfilm“. Die Trophäe ging an die Produktionen: Schlacht um Midway, Kokoda Front Line!, Moscow Strikes Back und Vorspiel zum Krieg